# Philipp Johann Heinrich Fauth
Philipp Johann Heinrich Fauth (Bad Dürkheim, Alemania, 19 de marzo de 1867 - Grünwald, Baviera, Alemania, 4 de enero de 1941) fue un selenógrafo alemán.

## Semblanza
Trabajó como maestro de escuela. Su interés por la astronomía surgió cuando su padre le mostró el cometa Coggia.
Siendo un astrónomo aficionado, se dedicó a estudiar las formaciones de la Luna con gran dedicación y meticulosidad. Compiló un extenso atlas de la Luna entre 1884 y 1940 (que no fue publicado completamente hasta 1964, y que hoy en día es apreciado como libro raro). Su obra titulada "Unser Mond" (Nuestra Luna) salió a luz en Bremen en 1936.
Trabajando desde un observatorio situado en Landstuhl, Fauth representó con gran detalle la geografía de la Luna en veinticuatro sectores.  Desafortunadamente, llevó a cabo este inmenso trabajo al mismo tiempo que se producían notables avances en la fotografía, que facilitaba una representación más fiable de la superficie lunar.
En 1913 publicó con Hans Hoerbiger como coautor su periclitada teoría sobre el Hielo cósmico (Glacial Kosmogonie), posteriormente investigada por Hans Schindler Bellamy.
En 1939, Heinrich Himmler le otorgó el título de profesor, a pesar de que Fauth nunca había enseñado en una universidad ni había obtenido un doctorado.

## Eponimia
- El cráter lunar Fauth lleva este nombre en su memoria.[3]